# Harissa
Pour les articles homonymes, voir Harissa (homonymie).
Ne doit pas être confondu avec Basboussa.
La harissa  ou l'harissa (arabe : هَرِيسَة (harīsa)) est une purée de piments rouges originaire de Tunisie.
En 2022, les savoirs, savoir-faire et pratiques culinaires et sociales liés à la harissa sont inscrits sur la liste représentative du patrimoine culturel immatériel de l'humanité.
La harissa gagne en popularité dans les pays occidentaux comme l'atteste la hausse des exportations depuis la Tunisie.
La harissa pimentée ne doit pas être confondue avec la harissa sucrée (harissa hloua) qui est une pâtisserie.

## Étymologie
Le mot vient du verbe arabe harasa (هرس) qui signifie littéralement « écraser », « piler » ou « broyer ». Il existe une harissa de piments rouges mais aussi une harissa sucrée aux amandes et au sirop de sucre, dessert préparé dans certains pays maghrébins, notamment en Tunisie.

## Histoire
Les piments, ingrédient de base de l'harissa sont originaires d'Amérique du Sud, du Mexique et d'Amérique centrale et d'abord introduit en Europe par les marins européens après la découverte du Nouveau Monde. De l'Europe, le piment gagne l'Afrique et le monde musulman. La propagation du piment en Asie et en Afrique est liée aux Portugais.
Le piment arrive en Tunisie à la suite de l'échange colombien durant l’occupation espagnole entre 1535 et 1574.
Les Andalous, en quittant l'Espagne au début du XVIIe siècle, apportent avec eux la harissa quand ils s'installent en Tunisie. Au Maroc, la harissa est considérée comme étant un condiment d'origine berbère. 
La harissa est inscrite, le 1er décembre 2022, au patrimoine culturel immatériel de l'humanité par l’Unesco,.

## Préparation

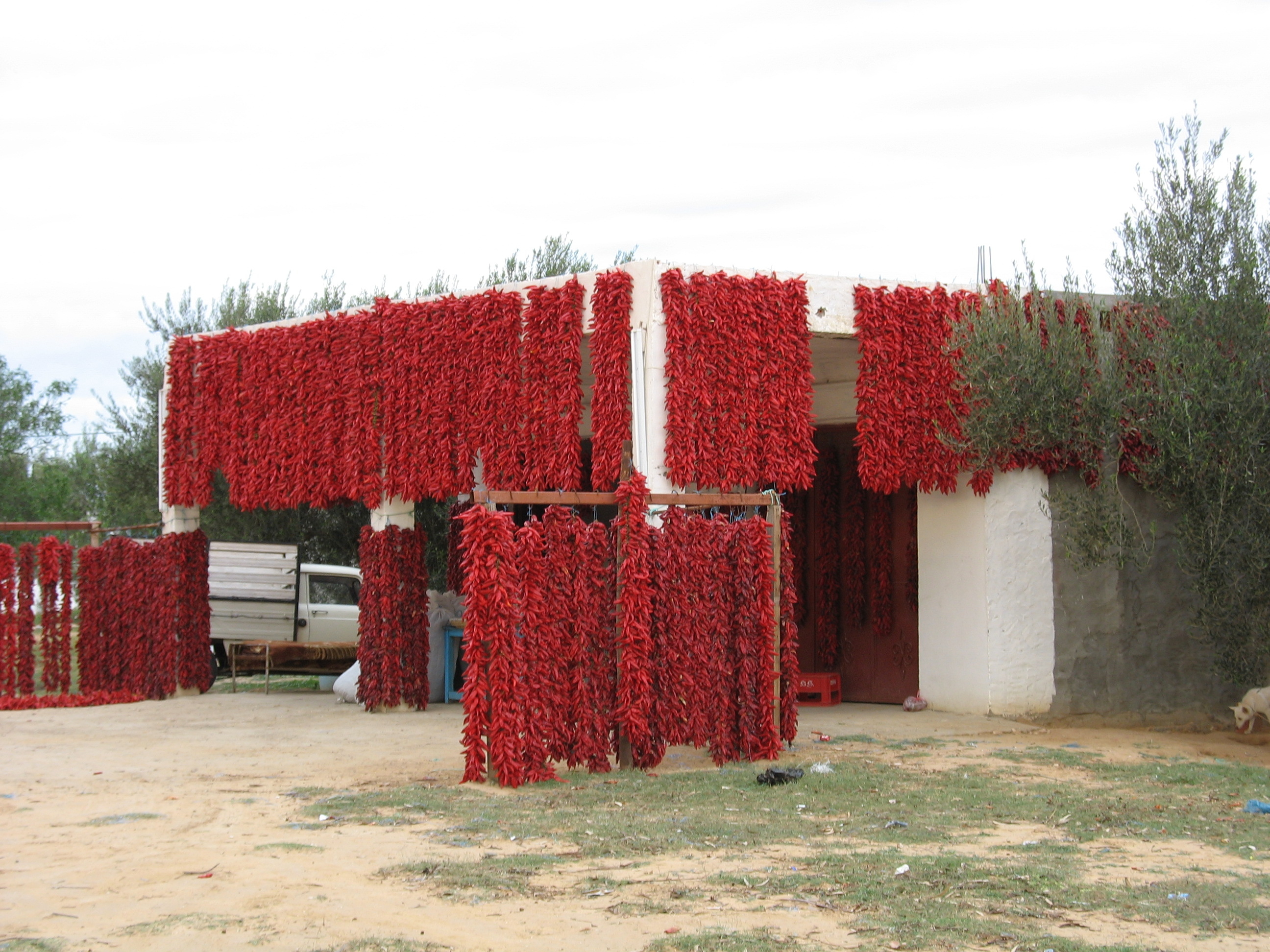
Séchage de piments dans la région de Kairouan.

Il existe de nombreuses recettes de la harissa, systématiquement réalisée à base de piments broyés. Ces piments peuvent être séchés (le plus souvent), frais et même cuits à la vapeur. On y ajoute différents ingrédients en fonction des régions : de l'ail, de l'huile, du sel, des épices (cumin, coriandre ou carvi),,.
L'harissa tunisienne est préparée avec du piment baklouti (arabe : بقلوطي) séché, de l'ail, de l'huile, du sel et quelques épices.
L'harissa marocaine, selon la tradition, doit être préparée avec de petits piments brûlants, du poivron rouge, de l'ail, et de la pulpe de tomates, bien écrasés au mortier, auxquels on ajoute de l'huile d'olive, du sel et des épices,,, l'ajout du citron à la préparation pouvant apparaître comme une différence marquée. Il existe cependant au Maroc plusieurs variétés régionales qui diffèrent dans la préparation. La matbukha à base de jalapeño est considérée comme une variante de l'harissa dans la cuisine judéo-marocaine. 
Au Maroc, la harissa cède aussi la place à trois variétés de piments en poudre : felfla hloua (sorte de paprika doux), felfla soudania (très fort) et felfla harra (mélange de poivres et de piments, amer et aromatique).

## Consommation
On trouve la harissa en vrac chez les épiciers spécialisés mais elle est surtout vendue dans sa version industrielle en boîte de conserve, en tube ou dans des pots en verre.
La harissa est généralement utilisée comme condiment ou comme ingrédient. Elle est souvent utilisée pour assaisonner et accompagner des plats et pour préparer des sandwichs dans la cuisine marocaine, et est notamment utilisée comme ingrédient du couscous ou du kefteji dans la cuisine tunisienne où elle est un élément important de la cuisine locale, en particulier à Djerba, dans la région du Sahel, au cap Bon et dans l'Est algérien. La population des zones rurales confectionne artisanalement sa propre harissa qui peut aussi être trouvée dans d'autres cuisines du Maghreb ainsi qu'en Israël, où elle fut introduite par les Juifs nord-africains.

## Commerce
Les exportations tunisiennes ne cessent de progresser, selon les statistiques fournies par le Centre de promotion des exportations, passant ainsi de 2 800 tonnes en 2002 à 5 148 tonnes en 2006, puis à 7 791 tonnes en 2007, puis à 8 490 tonnes en 2008 et atteint un pic à 15 000 tonnes en 2011,,. En 2015, la Tunisie exporte l'harissa vers 27 pays ; les principaux débouchés de la harissa tunisienne sont la Libye, la France, l’Algérie, la Belgique, l’Allemagne, l’Italie et le Canada.

## Qualité
La force du piment, mesurée par l'échelle de Scoville, est variable, de 40 000 à 50 000 ou plus,.